# Аграновский, Валерий Абрамович
Вале́рий Абра́мович Аграно́вский (2 августа 1929, Сочи, Северо-Кавказский край — 11 ноября 2000, Москва) — советский и российский журналист, прозаик, литературный критик, драматург.

## Биография

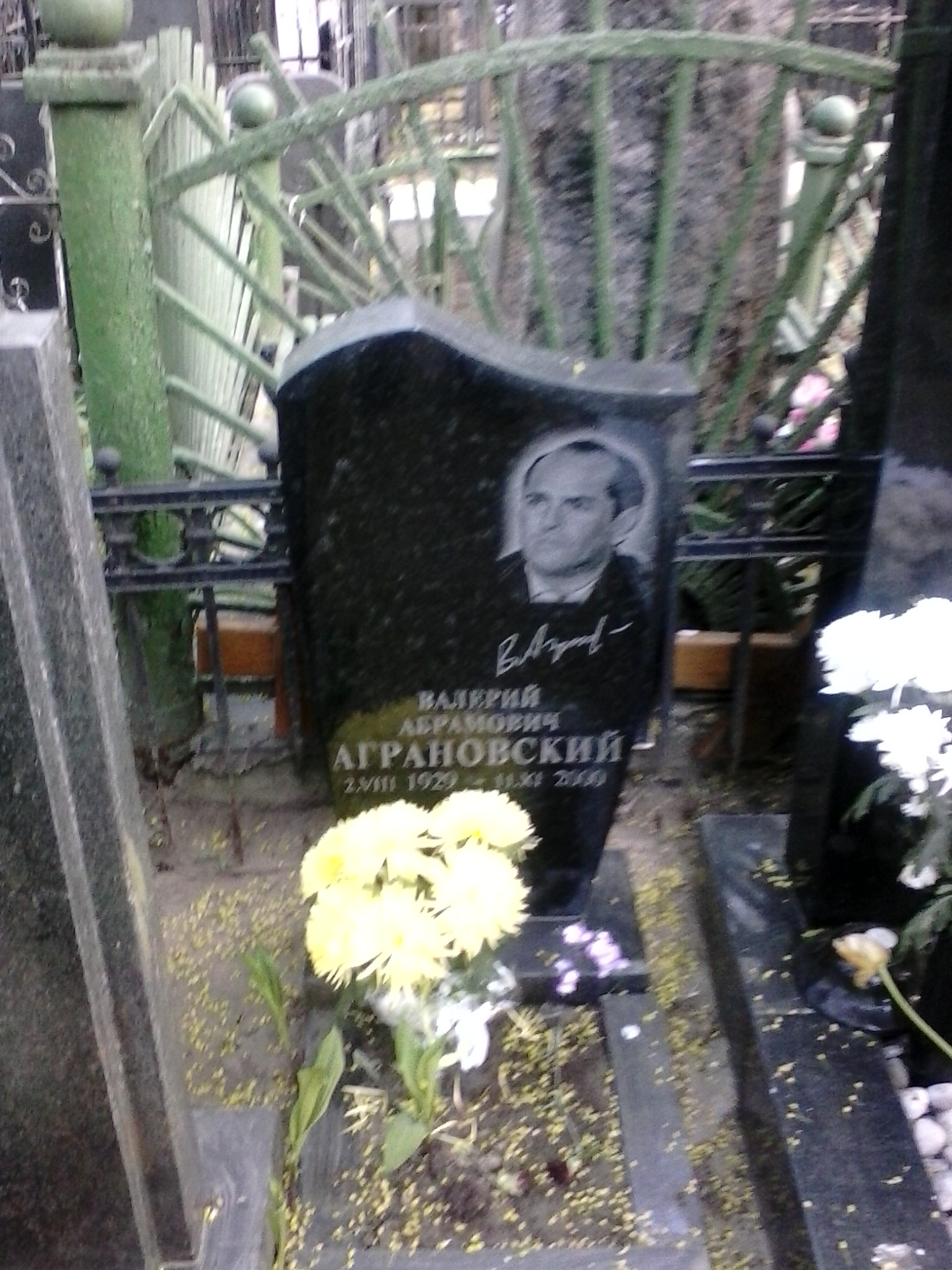
Могила Аграновского на Введенском кладбище Москвы

Родился в Сочи в семье журналиста Абрама Давидовича Аграновского и Фани Абрамовны Аграновской (1899—1965). Младший брат писателя Анатолия Аграновского. В 1937 году родители были репрессированы.
Окончил Московский юридический институт (1951). Заслуженный работник культуры РСФСР. Член СП СССР (1965).
Первые публикации приходятся на 1948 год в журнале «Пионер».
Работал также в газете «Комсомольская правда» и популярных журналах «Огонёк», «Власть». Преподавал журналистику.
Умер 11 ноября 2000 года. Похоронен на Введенском кладбище (5 уч.). Рядом с ним похоронен Михаил Козаков и его отец.

## Семья
- Родной брат —  писатель Анатолий  Аграновский.

Двоюродный брат — писатель Израиль Ефимович (Хаимович) Этерман (1921—2006), юрист и прокурор.

## Сочинения

### Проза
- Открытое письмо. М., 1961. В соавторстве с М. Б. Ефимовым.
- Нам — восемнадцать…: Повесть-быль. М., 1963.
- Вечный вопрос. М., 1967.
- Где моё «интересно»?: Разговор начистоту и три истории, над которыми стоит задуматься. М., 1967.
- Вы и ваши знакомые. М., 1970.
- И хорошо, и быстро: Служба быта: она нужна всем, потому что делает нашу жизнь удобной и красивой., М., 1972.
- Взятие сто четвёртого: Повесть. М., 1976.
- Остановите Малахова!: Социально-педагогическая повесть. М., 1976.
- Ради единого слова: Журналист о журналистике. М., 1978.
- «Белая лилия»: Документальная повесть. М., 1979 (Человек среди людей).
- Лица: Повести и очерки. М., 1982.
- Кто ищет… М., 1988.
- Профессия: иностранец, М. 1989.
- Вечный вопрос: Сборник очерков.
- И хорошо, и быстро: Сборник очерков.
- «Вторая древнейшая». Беседы о журналистике.

### Сценарии
- 1973 — «Тихоход» и «Табор: Татьяна-Борис» для киноальманаха «Друзья мои».